# MSC Gülsün
MSC Gülsün – jeden z największych kontenerowców na świecie klasy megamax-24. Zwodowany w południowokoreańskiej stoczni Samsung Heavy Industries w Geoje w 2019 roku. Jego pojemność wynosi 23 756 TEU (kontenerów 20-stopowych). 
Został zbudowany jako największy na świecie kontenerowiec, należy do serii projektu Samsung 23000 o pojemności ponad 20 000 TEU, po czym wyruszył w swój dziewiczy rejs z Chin do północnej Europy.
Jednostka o długości 400 i szerokości konstrukcyjnej 61,5 m pozwalającej na ustawienie na pokładzie w rzędzie 24 kontenerów jest zaprojektowana do przewożenia chłodzonych i mrożonych towarów takich jak żywność, napoje oraz leki i przeznaczona do obsługi transkontynentalnych linii między Europą i Azją. Armator w chwili wodowania jednostki planował budowę kolejnych dziesięciu podobnych statków, uzasadniając potrzebę eksploatacji tak wielkich kontenerowców zmniejszeniem obciążenia emisją dwutlenku węgla na jednostkę transportowanego towaru.